# Изюмский уезд
Изюмский уезд — историческая административно-территориальная единица Харьковской губернии Российской империи, ВСЮР  и УССР.
Центр уезда — город Изюм.

## География
Территория Изюмского уезда располагалась на юге Харьковской губернии и граничила со Змиевским, Купянским и Старобельским уездами Харьковской губернии и Бахмутским и Павлоградским уездами Екатеринославской губернии. Площадь земли около 7 730 квадратных километров (6790,7 кв. версты; 643 тыс. десятин удобных земель).

## История
- 1780 год[2] — по указу императрицы Екатерины II от 25 апреля был образован Изюмский уезд в составе Харьковского наместничества путём преобразования Изюмской провинции.
- 1796 год — по указу императора Павла I от 12 декабря уезд вошёл в состав обновлённой Слободско-Украинской губернии[2].
- 5 декабря 1835 года — губерния преобразована в Харьковскую.
- С момента основания по 1 сентября (ст.ст.) 1917 года — в составе Российской империи.
- С 1 сентября (ст.ст.) по 25 октября (ст.ст.) 1917 года — в составе Российской республики. Далее началась Гражданская война и многочисленные смены власти.
- В феврале 1919 года Изюмский и Старобельский уезды Харьковской губернии УССР были переданы созданной тогда же Донецкой губернии.
- С мая-июня 1919 по январь 1920 территория уезда входила в состав Харьковской области "белого" Юга России.
- После восстановления Советской власти на территории уезда в конце декабря 1919-январе 1920 года уезд до своей ликвидации находился в составе Харьковской губернии - без своего третьего стана (Славянск), который остался в Донецкой губернии, и без второго стана (Барвенково), который был передан в Екатеринославскую губернию.
- C декабря 1922 года в составе Украинской Советской Социалистической Республики Союза Советских Социалистических Республик.
- 7 марта 1923 года была введена система административно-территориального деления район — округ — губерния — центр; Харьковская губерния была разделена на пять округов: Харьковский (24 района), Богодуховский (12 районов), Изюмский (11 районов), Купянский (12 районов) и Сумский (16 районов). Изюмский уезд был упразднён. Территория уезда вошла в состав Изюмского округа и нём был образован первоначально небольшой Изюмский район Харьковской губернии.

## Население
По сведениям Губернского статистического комитета за 1864 год в уезде было 23 795 дворов и население уезда составляло 181 253 человека (89 876 мужчин и 91 377 женщин). В том числе в городе Изюм — 1484 двора и 12 630 жителей, в заштатном городе Славянске — 1548 дворов и 11 198 жителей.
По переписи 1897 года население уезда составляло 280 474 человека, в том числе в городе Изюм — 13 108 жителей, в заштатном городе Славянск — 15 792 жителя.

### Этнический состав
Этнический состав по переписи 1897 года (по родному языку):
- малороссы (украинцы) — 241 712 чел. (86,2 %),
- великороссы (русские) — 33 723 чел. (12,0 %)

| Год  | Численность | Численность |
| ---- | ----------- | ----------- |
| 1860 | 136 229     | [ 5 ]       |
| 1897 | 280 474     | [ 6 ]       |
| 1917 | 442 000     | [ 7 ]       |

## Символика
Герб волости описывается следующими словами: «В золотом поле три виноградные лозы с плодом, показующие самое именование сего города, и что плод сей в окрестностях сего города родится».

## Административное деление
Изюмский уезд принадлежал к 5-му акцизному округу (вместе со Змиевским уездом с управлением в городе Изюме) и состоял из:
- 6 благочиний и 84 прихода
- 6 участков мировых судей
- 3 участка мировых посредников
- 3 станов и 42 волостей

### 1 стан
1 стан (становая квартира в слободе Цареборисовой) - 14 слобод, 11 селений, 51 деревня и 93 хутора.
Волости стана:
| - Барабашевская — с. Барабашевка - Богородичанская — с. Богородичное - Богуславская — сл. Богуславская - Бугаевская — сл. Бугаевка - Должанская — сл. Долгенькое | - Изюмская — г. Изюм - Комаровская — с. Комаровка - Крючковская — сл. Крючки - Кунянская — с. Кунье - Новосёловская — сл. Новосёловка | - Савинская — сл. Савинцы - Стратилатовская — сл. Стратилатовка - Студенецкая — сл. Студенок - Цареборисовская — сл. Цареборисовка - Чепельская — с. Чепель |

### 2 стан
2 стан (становая квартира в слободе Барвенкиной) - 13 слобод, 12 селений, 71 деревня и 4 хутора.
Волости стана:
| - Александровская — с. Александровка - Барвенковская — сл. Барвенковка - Гавриловская — с. Гавриловка - Грушевахская — сл. Грушеваха - Гусаровская — сл. Гусаровка | - Даниловская — сл. Даниловка - Дмитриевская — - Знаменская — с. Знаменское - Курульская — с. Курулька - Некременская — с. Некременное | - Новопавловская — д. Васильевка - Петровская — сл. Петровская - Прелестенская — с. Прелестное |

### 3 стан
3 стан (становая квартира в городе Славянске) - заштатный город Славянск, 7 слобод, 26 селений, 86 деревень и 30 хуторов.
Волости стана:
| - Алисовская — с. Алисовка - Второбелянская — сл. Беленькая - Золотоколодяжская — с. Золотой Колодезь - Михайловская — с. Михайловка - Никольская — с. Никольское | - Первобелянская — с. Белянское - Поповская — сл. Поповка - Рай-Александровская — с. Рай-Александровка - Селимовская — с. Селимовка - Славянская — г. Славянск | - Черкасская — д. Черкасская - Шандриголовская — сл. Шандриголовка - Щуровская — с. Щурово - Ямпольская — сл. Ямполь |

В 1913 году в уезде было 28 волостей:
| - Александровская — с. Александровка, - Барвенковская — сл. Барвенковка, - Богородичанская — с. Богородичное, - Бугаевская — сл. Бугаевка, - Белянская — сл. Белянская, - Велико-Камышевахская — сл. Великая Камышеваха, - Гавриловская — с. Гавриловка, - Гусаровская — сл. Гусаровка, - Даниловская — сл. Даниловка, - Должанская — сл. Долгенькое, | - Закотянская — с. Закотное, - Изюмская — с. Пески, - Крючковская — сл. Крючки, - Куньевская — с. Кунье, - Курульская — с. Курулька, - Лиманская — с. Лиман, - Мечебиловская — сл. Мечебиловка, - Михайловская — с. Михайловка, - Николаевская — с. Николаевское, | - Петровская — сл. Петровская, - Прелестенская — с. Прелестное, - Савинская — сл. Савинцы, - Славянская — г. Славянск, - Стратилатовская — сл. Стратилатовка, - Сергеевская — с. Сергеевка, - Цареборисовская — сл. Царе-Борисовка, - Черкасская — д. Черкасская, - Шандриголовская — сл. Шандриголовка. |

## Должностные лица

### Уездные предводители дворянства[8]
| Ф. И. О.                              | Титул, чин, звание        | Годы избрания    |
| ------------------------------------- | ------------------------- | ---------------- |
| Капустянский Георгий Иванович         |                           | 1780             |
| Шидловский Николай Романович          | коллежский асессор        | 1783, 1801       |
| Капустянский Григорий Юрьевич         | майор                     | 1786             |
| Бедряга Аким Фомич                    | бригадир                  | 1789             |
| Капустянский-Захаржевич Василий       | подпоручик                | 1792             |
| Донец-Захаржевский Василий Михайлович | секунд-майор              | 1795             |
| Адамов Николай Степанович             | корнет                    | 1798             |
| Куколь-Яснопольский Фёдор Петрович    | коллежский асессор        | 1801, 1804       |
| Двигубский Алексей Михайлович         | майор                     | 1807             |
| Гиржев Иван Ильич                     | майор                     | 1810, 1813, 1819 |
| Герсеванев Борис Егорович             | надворный советник        | 1816             |
| Бантыш Василий Васильевич             | подполковник              | 1822, 1825       |
| Хлопов Иван Евграфович                | полковник                 | 1828             |
| Малиновский Иван Васильевич           | полковник                 | 1828, 1834, 1849 |
| Ставраков Захарий Христофорович       | генерал-майор             | 1831             |
| Адамов Апполон Юрьевич                | артиллерии подпоручик     | 1831, 1840       |
| Фесенков Владимир Иванович            | поручик                   | 1837, 1840       |
| Мартынов Алексей Михайлович           | гвардии поручик           | 1843, 1846       |
| Шахов Иван Абрамович                  | штаб-ротмистр             | 1852, 1855       |
| Антонов Андрей Андреевич              | гвардии штабс-капитан     | 1858             |
| Сонцев Семен Александрович            | штаб-ротмистр             | 1861             |
| Горпиченко Степан Михайлович          | штаб-ротмистр             | 1864, 1867       |
| Лонгинов Николай Никанорович          | камер-юнкер над. советник | 1870, 1873       |
| Антонов Митрофан Андреевич            | коллежский асессор        | 1876, 1879, 1882 |